# ヴィルヘルムスタール (オーバーフランケン)
ヴィルヘルムスタール (ドイツ語: Wilhelmsthal) は、ドイツ バイエルン州 オーバーフランケン行政管区のクローナハ郡に属する町村（以下、本項では便宜上「町」と記述する）。

## 地理

### 位置
この自治体は、フランケンヴァルト自然公園内に位置する。

### 自治体の構成
この町は、公式には40の地区 (Ort) からなる。このうち孤立農場などを除く集落を以下に列記する。
| - エッフェルター - アイベンベルク - アイヒェンビュール - アイヒェンライテン - ギフティング - グリュムペル - ヘッセルバッハ - ケンマーライン | - ラーム - ノイエンバッハ - レムシュリッツ - ロスラッハ - シェーフェライ - シュタインベルク - ティーフェンバッハ - ヴィルヘルムスタール |

## 行政

### 議会
この自治体の議会は、首長を含め17議席である。

### 紋章
紋章の図柄：青地と銀色地の上下に分割される。上部には大股で歩く金色の獅子が、下方には2つの赤い毛刈りばさみが並んで描かれている。

## 引用
1. ↑  https://www.statistikdaten.bayern.de/genesis/online?operation=result&code=12411-003r&leerzeilen=false&language=de Genesis-Online-Datenbank des Bayerischen Landesamtes für Statistik Tabelle 12411-003r Fortschreibung des Bevölkerungsstandes: Gemeinden, Stichtag (Einwohnerzahlen auf Grundlage des Zensus 2011)
2. ↑  Bayerische Landesbibliothek Online